# Halsestorp
Halsestorp är en by i Okome socken,  Falkenbergs kommun.